# Coppa del Re 2008 (hockey su pista)
La Coppa del Re 2008 è stata la 65ª edizione della principale coppa nazionale spagnola di hockey su pista. La competizione ha avuto luogo con la formula della final eight dal 28 febbraio al 2 marzo 2008 presso il Poliesportiu Les Comes di Igualada. 
Il trofeo è stato conquistato dal Noia per la seconda volta nella sua storia superando in finale il Vic.

## Squadre partecipanti
Le squadre qualificate sono le prime otto classificate al termine del girone di andata dell'OK Liga 2008-2009.
| Club            | Qualificazione                             |
| --------------- | ------------------------------------------ |
| Barcellona      | 1º posto nel girone di andata dell'Ok Liga |
| Reus Deportiu   | 2º posto nel girone di andata dell'Ok Liga |
| Vic             | 3º posto nel girone di andata dell'Ok Liga |
| Noia            | 4º posto nel girone di andata dell'Ok Liga |
| Blanes          | 5º posto nel girone di andata dell'Ok Liga |
| Tenerife        | 6º posto nel girone di andata dell'Ok Liga |
| Liceo La Coruña | 7º posto nel girone di andata dell'Ok Liga |
| Igualada        | 8º posto nel girone di andata dell'Ok Liga |

## Risultati

### Quarti di finale
| Squadra 1        | Risultato       | Squadra 2  |
| ---------------- | --------------- | ---------- |
| 28 febbraio 2008 |                 |            |
| Vic              | 3 - 1           | Igualada   |
| Reus Deportiu    | 3 - 1           | Tenerife   |
| 29 febbraio 2008 |                 |            |
| Noia             | 2 - 2 (1-0 dtr) | Blanes     |
| Liceo La Coruña  | 3 - 2           | Barcellona |

### Semifinali
| Squadra 1     | Risultato       | Squadra 2       |
| ------------- | --------------- | --------------- |
| 1º marzo 2008 |                 |                 |
| Noia          | 3 - 1           | Liceo La Coruña |
| Vic           | 2 - 2 (1-0 dtr) | Reus Deportiu   |

### Finale
| Igualada 2 marzo 2008                  | Noia           | 2 – 2 (d.t.s.) | Vic | Poliesportiu Les Comes |
| \| \| \| \| \| \| Shootout 1 – 0 \| \| |                |                |     |                        |
|                                        |                |                |     |                        |
|                                        | Shootout 1 – 0 |                |     |                        |